# Kabinetsherschikking
Een kabinetsherschikking, ook wel stoelendans of in Suriname reshuffle genoemd, is een combinatie van een aantal vrijwel gelijktijdige personele wijzigingen in een kabinet. Ministers wisselen hierbij van portefeuille of worden vervangen. Kabinetsherschikkingen zijn in sommige landen gebruikelijker dan in andere.
Bij een kabinetsherschikking blijft de regeringspartij of coalitie in de regering. Wanneer er na een kabinetscrisis een nieuw kabinet onder een andere politieke signatuur aantreedt, dan wordt dat een kabinetswisseling genoemd. In Nederland leeft sinds 1965 de conventie dat er dan geen kabinetswisseling maar nieuwe verkiezingen moeten komen.

## Suriname
Kabinetsherschikkingen zijn tijdens de kabinetten Bouterse-I en II veelvuldig voorgekomen. In deze periode, van 2010 tot 2020, passeerden uiteindelijk 58 ministers de revue. Daarnaast werden een groot aantal districtscommissarissen vervangen of verplaatst.